# 독일의 폴란드 점령기

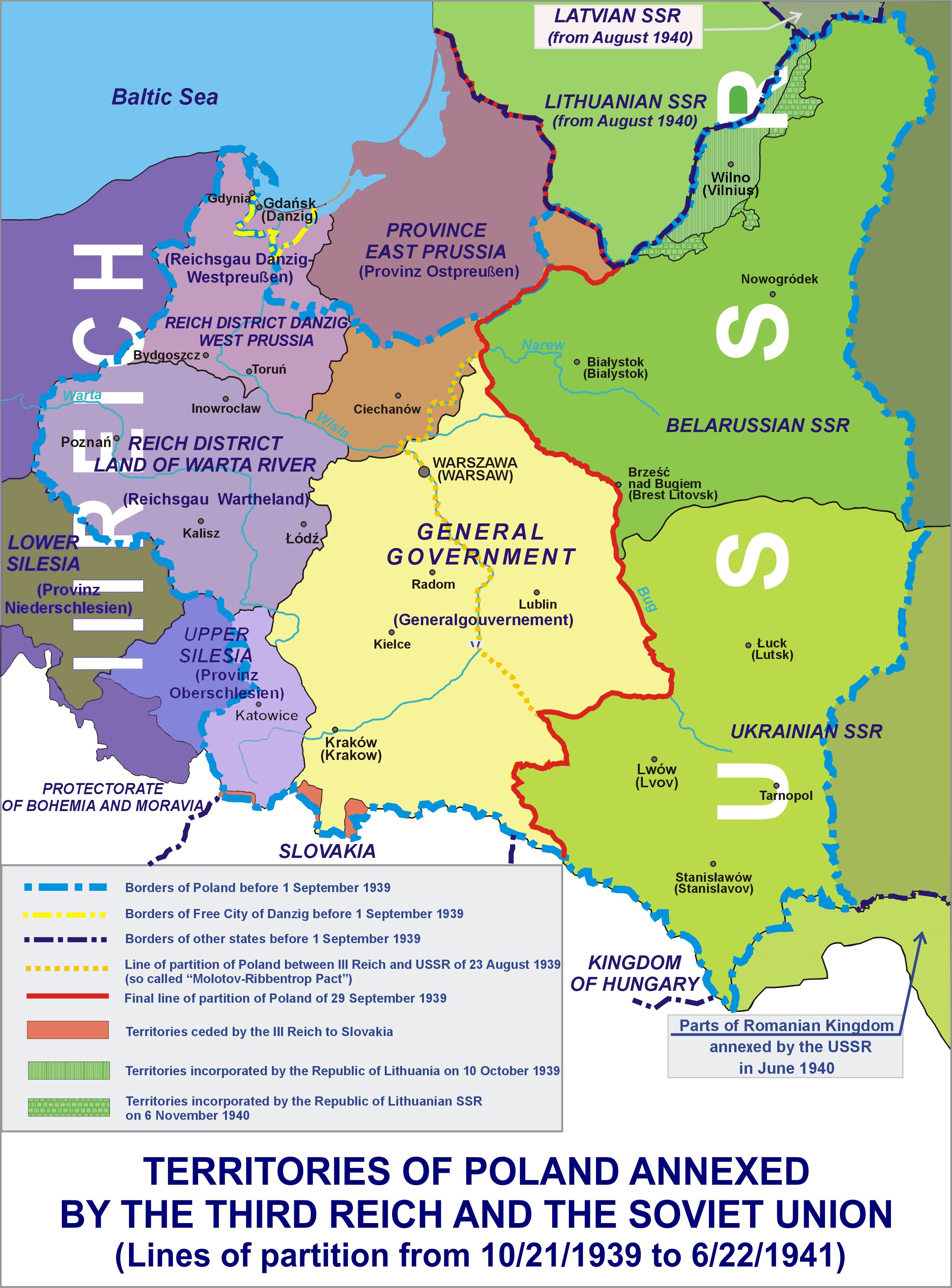
어두운 색상은 나치 독일과 소련에 합병된 폴란드 영토를 나타내고, 밝은 노란색(중앙)은 반식민지 총독부를 나타낸다.

독일의 폴란드 점령기(영어: German-occupied Poland)는 제2차 세계대전 초기, 나치 독일이 폴란드를 침공하여 제2폴란드 공화국 전체 영토의 약 4분의 1을 점령해 있던 시기이다. 당시 나치 독일에 합병된 폴란드 지역은 서로 다른 행정 유형을 갖춘 두 개의 주요 지역으로 구성되었다. 나치 당국이 이 지역에 대해 사용한 공식 용어는 "통합된 동부 영토"(독일어: Eingegliederte Ostgebiete)였다. 그들은 합병된 영토를 생활권의 일부로 간주하여 완전한 독일화를 계획했다.
나치가 점령한 폴란드의 나머지 지역은 총독 정부(독일어: Generalgouvernement)지구로 이름이 변경되었다.

## 같이 보기
- 폴란드 점령 (1939–1945)